# Tamarine Tanasugarn
Tamarine Tanasugarn (Thai nyelven: แทมมารีน ธนสุกาญจน์), (Los Angeles, 1977. május 24. –) amerikai születésű thai teniszezőnő, ötszörös olimpikon.
1994-ben kezdte profi pályafutását, eddigi karrierje során négy egyéni és nyolc páros WTA-tornát nyert meg, emellett nyolc egyéni és nyolc páros ITF-tornán végzett az első helyen. Egyéniben és párosban is Top20-as játékos volt. Legjobb egyéni világranglista-helyezése a tizenkilencedik volt, ezt 2002 májusában érte el, párosban a tizenötödik helyre került 2004. szeptemberben.
Grand Slam-tornán a legnagyobb sikerét párosban 2011-ben Wimbledonban érte el, amikor az új-zélandi Marina Eraković párjaként az elődöntőbe jutott. Ezen kívül a 2004-es US Openen negyeddöntőt játszott. Egyéniben a legjobb eredménye a 2008-as wimbledoni negyeddöntő volt.
1996–2012 között öt olimpián vett részt. 1996-ban Atlantában és 2000-ben Sydneyben párosban negyeddöntőt játszott.
2016. júniusban jelentette be visszavonulását. Kisebb ITF-versenyeken azonban párosban elindul Thaiföldön és környékén.

## WTA-döntői

### Egyéni (4–7)

#### Győzelmei (4)
| Összesítés           |                        |
| Grand Slam-torna (0) |                        |
| Tier I (0)           | Premier Mandatory* (0) |
| Tier II (0)          | Premier Five* (0)      |
| Tier III (1)         | Premier* (0)           |
| Tier IV (1)          | International* (2)     |
| Tier V (0)           | Challenger* (0)        |

* 2009-től megváltozott a tornák rendszere.
 Az egymás mellett azonos színnel jelölt tornatípusok között nincs teljes mértékű megfelelés.
| Borítás szerint |
| Kemény (2)      |
| Salak (0)       |
| Fű (2)          |
| Szőnyeg (0)     |

| No. | Dátum             | Helyszín                      | Borítás | Ellenfél a döntőben | Eredmény a döntőben |
| 1.  | 2003. február 9.  | Bangalore Open, Bangalor      | Kemény  | Iroda Tuljaganova   | 6–4, 6–4            |
| 2.  | 2008. június 21.  | Ordina Open, ’s-Hertogenbosch | Fű      | Gyinara Szafina     | 7–5, 6–3            |
| 3.  | 2009. június 20.  | Ordina Open, ’s-Hertogenbosch | Fű      | Yanina Wickmayer    | 6–3, 7–5            |
| 4.  | 2010. október 17. | HP Open, Oszaka               | Kemény  | Date Kimiko         | 7–5, 6–7(4), 6–1    |

#### Elveszített döntői (7)
| No. | Dátum              | Torna                                          | Borítás | Ellenfél          | Eredmény         |
| --- | ------------------ | ---------------------------------------------- | ------- | ----------------- | ---------------- |
| 1.  | 1996. november 18. | Pattaya Women's Open, Pattaja, Thaiföld        | Kemény  | Ruxandra Dragomir | 6–7(4), 4–6      |
| 2.  | 2000. június 12.   | DFS Classic, Birmingham, Egyesült Királyság    | Fű      | Lisa Raymond      | 2–6, 7–6(7), 4–6 |
| 3.  | 2001. október 1.   | Japan Open Tennis Championships, Tokió, Japán  | Kemény  | Szeles Mónika     | 3–6, 2–6         |
| 4.  | 2002. január 7.    | Canberra Women’s Classic, Canberra, Ausztrália | Kemény  | Anna Smashnova    | 5–7, 6–7(2)      |
| 5.  | 2002. február 11.  | Qatar Total Open, Doha, Katar                  | Kemény  | Szeles Mónika     | 6–7(6), 3–6      |
| 6.  | 2006. október 9.   | PTT Bangkok Open, Bangkok, Thaiföld            | Kemény  | Vania King        | 6–2, 4–6, 4–6    |
| 7.  | 2010. február 14.  | PTT Pattaya Open, Pattaja, Thaiföld            | Kemény  | Vera Zvonarjova   | 4–6, 4–6         |

### Páros (8–8)

#### Győzelmei (8)
| Összesítés           |                        |
| Grand Slam-torna (0) |                        |
| Tier I (0)           | Premier Mandatory* (0) |
| Tier II (0)          | Premier Five* (0)      |
| Tier III (5)         | Premier* (0)           |
| Tier IV (2)          | International* (1)     |
| Tier V (0)           | Challenger* (0)        |

* 2009-től megváltozott a tornák rendszere.
 Az egymás mellett azonos színnel jelölt tornatípusok között nincs teljes mértékű megfelelés.
| Nr. | Dátum                | Torna                                                | Borítás    | Partner            | Ellenfél                               | Eredmény         |
| --- | -------------------- | ---------------------------------------------------- | ---------- | ------------------ | -------------------------------------- | ---------------- |
| 1.  | 1998. január 9.      | ASB Classic, Auckland, Új-Zéland                     | Kemény     | Mijagi Nana        | Julie Halard Janette Husárová          | 6–4, 7–5         |
| 2.  | 2000. október 21.    | Kína Open, Sanghaj, Kína                             | Kemény     | Lilia Osterloh     | Rita Grande Meghann Shaughnessy        | 7–5, 6–1         |
| 3.  | 2001. szeptember 30. | WTA Bali Bali, Indonézia                             | Kemény     | Evie Dominikovic   | Janet Lee Wynne Prakusya               | 6–7(4), 6–2, 6–3 |
| 4.  | 2003. október 5.     | Japan Open, Tokió, Japán                             | Kemény     | Marija Sarapova    | Ansley Cargill Ashley Harkleroad       | 7–6(1), 6–0      |
| 5.  | 2003. október 26.    | BGL Luxembourg Open, Luxembourg, Luxemburg           | Kemény (f) | Marija Sarapova    | Olena Tatarkova Marlene Weingärtner    | 6–1, 6–4         |
| 6.  | 2009. február 15.    | PTT Pattaya Open, Pattaja, Thaiföld                  | Kemény     | Jaroszlava Svedova | Julija Bejhelzimer Vitalija Gyjacsenko | 6–3, 6–2         |
| 7.  | 2010. február 14.    | PTT Pattaya Open, Pattaja, Thaiföld                  | Kemény     | Marina Eraković    | Anna Csakvetadze Kszenyija Pervak      | 7–5, 6–1         |
| 8.  | 2012. szeptember 22. | Guangzhou International Women’s Open Kuangcsou, Kína | Kemény     | Csang Suaj         | Jarmila Gajdošová Monica Niculescu     | 2–6, 6–2, [10–8] |

#### Elveszített döntői (8)
| No. | Dátum                | Torna                                                                         | Borítás    | Partner          | Ellenfél                            | Eredmény         |
| --- | -------------------- | ----------------------------------------------------------------------------- | ---------- | ---------------- | ----------------------------------- | ---------------- |
| 1.  | 1998. augusztus 16.  | LA Women’s Tennis Championships Los Angeles, Amerikai Egyesült Államok        | Kemény     | Olena Tatarkova  | Martina Hingis Natallja Zverava     | 6–4, 6–2         |
| 2.  | 2000. február 27.    | U.S. National Indoor Tennis Championships Oklahoma, Amerikai Egyesült Államok | Kemény     | Olena Tatarkova  | Kimberly Po-Messerli Corina Morariu | 6–4, 4–6, 6–2    |
| 3.  | 2001. október 14.    | Kína Open, Sanghaj, Kína                                                      | Kemény     | Evie Dominikovic | Lenka Němečková Liezel Huber        | 6–0, 7–5         |
| 4.  | 2003. szeptember 21. | Kína Open, Sanghaj, Kína                                                      | Kemény     | Szugijama Ai     | Émilie Loit Nicole Pratt            | 6–3, 6–3         |
| 5.  | 2004. augusztus 8.   | Rogers Cup, Montréal, Kanada                                                  | Kemény     | Liezel Huber     | Szugijama Ai Asagoe Sinobu          | 6–0, 6–3         |
| 6.  | 2008. november 2.    | Bell Challenge, Québec, Kanada                                                | Kemény (f) | Jill Craybas     | Anna-Lena Grönefeld Vania King      | 7–6(3), 6–4      |
| 7.  | 2013. április 7.     | Monterrey Open, Monterrey, Mexikó                                             | Kemény     | Eva Birnerová    | Babos Tímea Date Kimiko             | 6–1, 6–4         |
| 8.  | 2015. február 15.    | PTT Pattaya Open, Pattaja, Thaiföld                                           | Kemény     | Aojama Suko      | Csan Hao-csing Csan Jung-zsan       | 6–2, 4–6, [3–10] |

## ITF-döntői

### Egyéni(15–9)
| Díjazás                 |
| ----------------------- |
| $100,000 torna          |
| $75,000 / $80,000 torna |
| $50,000 / $60,000 torna |
| $25,000 torna           |
| $10,000 / $15,000 torna |

| Eredmény | No. | Dátum                | Torna                                 | Borítás     | Ellenfél           | Eredmény            |
| -------- | --- | -------------------- | ------------------------------------- | ----------- | ------------------ | ------------------- |
| Döntős   | 1.  | 1992. augusztus 10.  | Tajpej, Tajvan                        | Kemény      | Park Sung-hee      | 3-6 1-6             |
| Győztes  | 2.  | 1993. december 6.    | Manila, Fülöp-szigetek                | Kemény      | Choi Ju-yeon       | 6-2 6-3             |
| Győztes  | 3.  | 1996. március 4.     | Warrnambool, Ausztrália               | Fű          | Jane Taylor        | 6-4 6-1             |
| Döntős   | 4.  | 1996. március 11.    | Canberra, Ausztrália                  | Fű          | Kristine Kunce     | 4-6 0-6             |
| Győztes  | 5.  | 1996. március 18.    | Wodonga, Ausztrália                   | Fű          | Kristine Kunce     | 4-6 6-4 7-6(5)      |
| Döntős   | 6.  | 1996. március 25.    | Új-Dél-Wales, Ausztrália              | Fű          | Kristine Kunce     | 2-6 1-6             |
| Döntős   | 7.  | 1996. augusztus 5.   | Jakarta, Indonézia                    | Kemény      | Ludmila Varmužová  | 2-6 4-6             |
| Győztes  | 8.  | 1996. október 28.    | Szaga, Japán                          | Fű          | Kazue Takuma       | 6-4 6-1             |
| Győztes  | 9.  | 1997. június 7.      | Surbiton, Egyesült Királyság          | Fű          | Aleksandra Olsza   | 5–7 7–6 5–0 feladta |
| Győztes  | 10. | 1999. május 24.      | Surbiton, Egyesült Királyság          | Fű          | Surina De Beer     | 6-4 5-7 6-2         |
| Döntős   | 11. | 1999. október 3.     | Szöul, Dél-Korea                      | Kemény      | Iroda To’laganova  | 0-6 2-6             |
| Győztes  | 12. | 1996. október 4.     | Szaga, Japán                          | Fű          | Vanessa Webb       | 6-3 6-3             |
| Győztes  | 13. | 2000. május 1.       | Gifu, Japán                           | Fű          | Shinobu Asagoe     | 7-5 6-4             |
| Döntős   | 14. | 2000. június 5.      | Surbiton, Egyesült Királyság          | Fű          | Louise Latimer     | 5-7 3-6             |
| Győztes  | 15. | 2005. november 5.    | Sencsen, Kína                         | Kemény      | Miho Saeki         | 6-2 6-4             |
| Győztes  | 16. | 2006. november 5.    | Sanghaj, Kína                         | Kemény      | Oqgul Omonmurodova | 6–3 6–3             |
| Döntős   | 17. | 2007. november 26.   | Hsziamen, Kína                        | Kemény      | Csan Jung-zsan     | 6-2 2-6 1-6         |
| Győztes  | 18. | 2008. május 4.       | Gifu, Japán                           | Szőnyeg     | Date Kimiko        | 4-6 7-5 6-2         |
| Döntős   | 19. | 2008. május 11.      | Fukuoka, Japán                        | Szőnyeg     | Tomoko Yonemura    | 1–6 6–2 6–7(8)      |
| Döntős   | 20. | 2010. április 18.    | Johannesburg, Dél-afrikai Köztársaság | Kemény      | Nyina Bratcsikova  | 5–7 6–7(7)          |
| Győztes  | 21. | 2010. szeptember 12. | Noto Peninsula, Japán                 | Szőnyeg     | Nudnida Luangnam   | 7-5 6-2             |
| Győztes  | 22. | 2011. május 2.       | Fukuoka, Japán                        | Szőnyeg     | Csan Jung-zsan     | 6-4 5-7 7-5         |
| Győztes  | 23. | 2011. november 22.   | Toyota, Japán                         | Szőnyeg (f) | Date Kimiko        | 6-2 7-5             |
| Győztes  | 24. | 2014. szeptember 7.  | Noto, Japán                           | Szőnyeg     | Lee Ya-hsuan       | 6-0 6-4             |

### Páros (8–9)
| Eredmény | No. | Dátum                | Torna                        | Borítás    | Partner                   | Ellenfelek                                   | Eredmény        |
| -------- | --- | -------------------- | ---------------------------- | ---------- | ------------------------- | -------------------------------------------- | --------------- |
| Döntős   | 1.  | 1993. február 1.     | Bandar Seri Begawan, Brunei  | Kemény     | Sandy Sureephong          | Suzanna Wibowo Romana Tedjakusuma            | 3–6 1–6         |
| Döntős   | 2.  | 1994. szeptember 19. | Hatjaj, Thaiföld             | Kemény     | Sasitorn Tangthienkul     | Suvimol Duangchan Pimpisamai Kansuthi        | 3-6 5-7         |
| Győztes  | 3.  | 1995. szeptember 18. | Szamutprakan, Thaiföld       | Kemény     | Benjamas Sangaram         | Agustine Limanto Maria Widyadharma           | 7-5 1-6 6-4     |
| Győztes  | 4.  | 1996. október 28.    | Szaga, Japán                 | Fű         | Danielle Jones            | Hiroko Mochizuki Yuka Tanaka                 | 6-2 6-3         |
| Döntős   | 5.  | 1999. október 3.     | Szöul, Dél-Korea             | Kemény     | Park Sung-hee             | Catherine Barclay Kim Eun-ha                 | 6-4 4-6 2-6     |
| Győztes  | 6.  | 2006. május 23.      | Peking, Kína                 | Kemény (f) | Csuang Csia-zsung         | Nyina Bratcsikova Līga Dekmeijere            | 4-6 6-2 6-3     |
| Döntős   | 7.  | 2006. június 5.      | Surbiton, Egyesült Királyság | Fű         | HszieSu-vej               | Casey Dellacqua Trudi Musgrave               | 3–6 3–6         |
| Győztes  | 8.  | 2009. november 28.   | Toyota, Japán                | Szőnyeg    | Marina Eraković           | Akari Inoue Akiko Yonemura                   | 6–1 6–4         |
| Győztes  | 9.  | 2010. április 2.     | Monzón, Spanyolország        | Kemény     | Alexandra Dulgheru        | Yayuk Basuki Riza Zalameda                   | 6–2 6–0         |
| Döntős   | 10. | 2010. április 16.    | Johannesburg, South Africa   | Kemény     | Marina Eraković           | Vitalija Gyjacsenko Iríni Jeorgátu           | 3–6 7–5 [14–16] |
| Győztes  | 11. | 2010. szeptember 6.  | Noto, Japán                  | Szőnyeg    | Fudzsivara Rika           | Aojama Súko Akari Inoue                      | 6–3 6–3         |
| Győztes  | 12. | 2010. október 9.     | Tokió, Japán                 | Kemény     | Jill Craybas              | Urszula Radwańska Olha Szavcsuk              | 6-3 6-1         |
| Döntős   | 13. | 2011. május 15.      | Kurume, Japán                | Fű         | Fudzsivara Rika           | Ayumi Oka Akiko Yonemura                     | 3–6 7–5 [8–10]  |
| Döntős   | 14. | 2014. július 11.     | Bangkok, Thaiföld            | Kemény     | Luksika Kumkhum           | Varatchaya Wongteanchai Varunya Wongteanchai | 3–6 6–4 [8–10]  |
| Döntős   | 15. | 2019. október 12.    | Huahin, Thaiföld             | Kemény     | Kang Jiaqi                | Patcharin Cheapchandej Punnin Kovapitukted   | 3–6 4–6         |
| Döntős   | 16. | 2019. november 9.    | Huahin, Thaiföld             | Kemény     | Lesley Pattinama Kerkhove | Georgia Craciun Eva Guerrero Alvarez         | 2–6, 5–7        |
| Győztes  | 17. | 2019. november 16.   | Huahin, Thaiföld             | Kemény     | Lesley Pattinama Kerkhove | Ng Kwan-yau Cseng Szaj-szaj                  | 6–2, 7–6 (7–5)  |

## Eredményei Grand Slam-tornákon

### Egyéniben
| Torna           | 2012   | 2011   | 2010   | 2009   | 2008   | 2007   | 2006   | 2005   | 2004   | 2003   | 2002   | 2001   | 2000   | 1999   | 1998   | 1997   |
| --------------- | ------ | ------ | ------ | ------ | ------ | ------ | ------ | ------ | ------ | ------ | ------ | ------ | ------ | ------ | ------ | ------ |
| Australian Open | 1. kör | 1. kör | 2. kör | 1. kör | 1. kör | 1. kör | 1. kör | 2. kör | 1. kör | 3. kör | 3. kör | 3. kör | 3. kör | 1. kör | 4. kör | 3. kör |
| Roland Garros   | 1. kör | -      | 1. kör | 2. kör | 1. kör | 2. kör | -      | 1. kör | 1. kör | 1. kör | 3. kör | 1. kör | 2. kör | 1. kör | 1. kör | 2. kör |
| Wimbledon       | 1. kör | 2. kör | 1. kör | 1. kör | 1/4D   | 1. kör | 3. kör | 2. kör | 4. kör | 1. kör | 4. kör | 4. kör | 4. kör | 4. kör | 4. kör | 3. kör |
| US Open         | -      | 1. kör | -      | 1. kör | 1. kör | -      | 1. kör | 1. kör | 4. kör | 2. kör | 1. kör | 3. kör | 2. kör | 1. kör | 3. kör |        |

## Év végi világranglista-helyezései
| Év     | 1992 | 1993 | 1994 | 1995 | 1996 | 1997 | 1998 | 1999 | 2000 | 2001 | 2002 | 2003 | 2004 | 2005 | 2006 | 2007 | 2008 | 2009 | 2010 | 2011 | 2012 | 2013 | 2014 | 2015 | 2016 | 2017 | 2018 | 2019 |
| Egyéni | 494. | 249. | 209. | 79.  | 46.  | 37.  | 72.  | 29.  | 29.  | 28.  | 34.  | 66.  | 132. | 75.  | 124. | 35.  | 111. | 58.  | 122. | 154. | 240. | 340. | 456. | 340. | 853. | –    | –    | –    |
| Páros  | –    | –    | –    | –    | –    | –    | –    | –    | –    | 107. | 124. | 61.  | 20.  | 127. | 134. | 82.  | 47.  | 108. | 71.  | 68.  | 69.  | 93.  | 182. | 288. | –    | –    | –    | 624. |